# Alien Ant Farm
Az Alien Ant Farm (rövidítve AAF) egy népszerű amerikai rockegyüttes, amelynek jelenlegi tagjai: Dryden Mitchell (ének), Mike Cosgrove (dob),  Terry Corso (gitár, háttér-éneklés) és Tim Peugh (basszusgitár, háttér-éneklés). Legismertebb daluk a "Smooth Criminal", amelyik Michael Jackson ugyanilyen című, híres számának a feldolgozása. Másik ismert daluk a "Movies". Zeneileg főleg az alternatív metal, nu metal és post-grunge műfajokban tevékenykednek, de egyes dalaikban a punk-rock hatása is érezhető.

## Története
A zenekart 1996-ban négy fiatal srác alapította, a kaliforniai Riverside-ban: Dryden Mitchell, Terry Corso, Mike Cosgrove és Tye Zamora basszusgitáros. (Utóbbi az évek során elhagyta az együttest.) Érdekes nevüket Corso elképzeléséről kapták; ő ugyanis úgy képzelte el a földönkívülieket, hogy megfigyelik a Földet, mintha az egy hangyafarm lenne. Először két demót adtak ki, 1996-ban és 1998-ban. Első nagylemezük 1999-ben jelent meg, ez az album tartalmazza a "Smooth Criminal"-t is. 2000-ben az AAF leszerződött a Dreamworks lemezkiadóhoz.
2001-ben dobták piacra második stúdióalbumukat. Ugyanebben az évben lett sláger a Smooth Criminal is (annak ellenére, hogy nem eredeti szerzemény volt a dal, hanem csak egy feldolgozás). Ausztráliában, Új-Zélandon és Amerikában is a toplisták elején landolt a dal. Az Egyesült Királyságban viszont csak a harmadik helyet szerezte meg a toplistán.
2002-ben a zenekar balesetet szenvedett spanyolországi turnéjuk közben. A balesetben a turnébuszuk vezetője meghalt.
2003-ban a zenekar harmadik nagylemeze is megjelent, amelyről a "Glow" és a "These Days" dalok szintén slágerek lettek. Ugyanebben az évben Terry Corso kiszállt az Alien Ant Farmból, és beszállt a szintén alternatív metalt játszó, futurisztikus imázsú Powerman 5000 együttesbe. Helyére Joe Hill, a "Spiderworks" zenekar tagja került.
2006-ban megjelent a zenekar negyedik stúdióalbuma is. Ugyanebben az évben az AAF fellépett az "Attack of the Show" című műsorban, valamint egy koncert-DVD-t is piacra dobtak.
2008-ban Corso és Zamora visszatértek a zenekarba. 2009-ben és 2010-ben csak koncertezés zajlott az együttes háza táján. 2011-ben, 2012-ben és 2013-ban is többször koncerteztek. 2014-ben Tye Zamora elhagyta a zenekart, helyére Tim Peugh került.
Az Alien Ant Farm legutóbbi nagylemeze 2015-ben jelent meg. 2016-ban bejelentették, hogy elkezdtek dolgozni egy új albumon, amiről egyelőre még semmi sem ismert.
Az AAF zenei hatásaként a Faith No More-t és a Primus-t jelölte meg. Dalaik több filmben, tévésorozatban és videójátékban is megjelentek.

## Diszkográfia

### Stúdióalbumok
- Greatest Hits (1999)
- Anthology (2001)
- Truant (2003)
- Up in the Attic (2006)
- Always and Forever (2015)